# Uzbečtina
Uzbečtina (uzbecky Oʻzbekcha) je západoturkický jazyk, který je oficiálním jazykem Uzbekistánu, ale mluví se jí i v okolních státech. Údaje hovořící o počtu mluvčích se rozcházejí. Podle všeobecného sčítání z roku 1989 uzbecký jazyk na území bývalého SSSR používalo asi 16,7 mil. osob. Kromě Uzbekistánu je uzbečtina užívaná hlavně v Afghánistánu, kde se počet uživatelů odhaduje na asi 1,2-1,4 mil. osob.
Uzbeci jsou i v sousedních středoasijských republikách - v Kazachstánu, Kyrgyzstánu, asijské části Ruska, v Turkmenistánu, ale i v Číně. Poměrně nevelká seskupení uzbeckých emigrantů se nacházejí v Austrálii, Izraeli, Německu, Turecku, na Ukrajině i v USA.
Pro uzbečtinu je velmi charakteristická nepřítomnost vokalické harmonie, tak typická pro jiné turkické jazyky. Ve fonetice, gramatice a lexice se projevují velmi silné vlivy perštiny, v lexice jsou také četné výpůjčky arabské (starší) a také ruské (novější).

## Gramatika
Uzbečtina spolu s ostatními turkickými jazyky je aglutinační jazyk, používá sestavování slov, s prvky analytiky (kolem 30 hlásek slouží k tvoření analytických hláskových výrazů s různými významy, u jmen se analytické výrazy (formy) tvoří pomocí přípon ).
Na rozdíl od většiny ostatních turkických jazyků nemá uzbecká morfologie charakteristickou variantnost přípon jako důsledek vokálového harmonismu.
Nemá kategorii rodu a tím ani větnou shodu v rodu, pádu ani čísle. Platí shoda v osobě, ne v čísle sloves.
Uzbečtina má 6 pádů:
- nominativ - bez příznaku
- genitiv - přípona -ning na přívlastku
- dativ - přípona -ga prvotně na objektu
- akuzativ - přípona -ni
- lokál - přípona -da (místo nebo čas)
- instrumentál - přípona -dan prvotně předmět, kterým probíhá děj

Podstatné jméno má příslušnost (přivlastnění) (izafet), tvořené pomocí přípon vyznačujícími osobu činitele:
- kitob — kniha,
  - kitobim — moje kniha,
  - kitobing — tvá kniha,
  - kitobi — jeho, její kniha;
- uka — bratr,
  - ukam — můj bratr,
  - ukang — tvůj bratr,
  - ukasi — jeho, její bratr;
- o‘zbek— Uzbek,
  - til — jazyk,
  - o‘zbek tili — uzbecký jazyk (uzbečtina).

## Uzbecké písmo
Uzbečtina se tradičně zapisovala arabským písmem, od roku 1927 se zapisovala latinkou, od r. 1940 (v době Uzbecké SSR) pak cyrilicí. Od roku 1992 je oficiální písmo založené na anglické latince (se spřežkami „ch“, „sh“, znakem „j“ pro hlásku ʤ a „i“ pro i i pro ɨ). Běžně se ale používá i cyrilice, třeba na bankovkách. Uzbecké obyvatelstvo v Číně a v Afghánistánu používá písmo arabské. Nejčastěji se zapisuje latinkou:
- ch /tʃ/
- gʻ /ʁ/
- j /dʒ/
- ng /ŋ/
- oʻ /œ/
- sh /ʃ/
- s'h /sh/
- x /χ/
- ʼʼ /ə/

| Arabské    | Cyrilice | Latinka | Výslovnost IPA |
| ---------- | -------- | ------- | -------------- |
| ﺍ, ه       | А а      | A a     | a, æ           |
| ﺏ          | Б б      | B b     | b              |
| چ          | Ч ч      | Ch ch   | ʧ              |
| ﺩ          | Д д      | D d     | d              |
| ﻩ          | Е е      | E e     | ɛ, e           |
| ﻑ          | Ф ф      | F f     | f              |
| گ          | Г г      | G g     | ɡ              |
| ﻍ          | Ғ ғ      | G' g'   | ɣ              |
| ﺡ, ﻩ       | Ҳ ҳ      | H h     | h              |
| ی          | И и      | I i     | i, ɨ, ɪ        |
| ﺝ, ژ       | Ж ж      | J j     | ʤ, ʒ           |
| ﻙ          | К к      | K k     | k'             |
| ﻕ          | Қ қ      | Q q     | q              |
| ﻝ          | Л л      | L l     | l              |
| ﻡ          | М м      | M m     | m              |
| ﻥ          | Н н      | N n     | n              |
| ﺍ          | О о      | O o     | ɒ              |
| ﻭ          | Ў ў      | O' o'   | o, ø           |
| پ          | П п      | P p     | p              |
| ﺭ          | Р р      | R r     | r              |
| ﺙ, ﺱ, ﺹ    | С с      | S s     | s              |
| ﺵ          | Ш ш      | Sh sh   | ʃ              |
| ﺕ, ﻁ       | Т т      | T t     | t              |
| ﻭ          | У у      | U u     | u, y           |
| ﻭ          | В в      | V v     | v, w           |
| ﺥ          | Х х      | X x     | x, χ           |
| ی          | Й й      | Y y     | j              |
| ﺫ, ﺯ, ﺽ, ﻅ | З з      | Z z     | z              |
| ء, ع       | Ъ ъ      | '       | ʔ              |

- Cyrilickým písmenům Ё ё, Ю ю, Я я odpovídají latinské Yo yo, Yu yu, Ya ya.
- Cyrilickému písmenu Е е na začátku slova a po samohlásce odpovídá latinské Ye ye.
- Cyrilickému písmenu Ц ц odpovídá latinské Ts ts (české „C“ „c“), nebo S s podle pozice ve slově.
- Spřežce сҳ odpovídá latinské s'h.
- Cyrilickému písmenu Э э odpovídá latinské E e.

## Fráze
- Dobrý den – Ассаламу алайкум (asalamu alajkum) (?)
- Na shledanou – хайир (chajir)
- Děkuji – рахмат (rachmat)
- prosím (něco podávám) – мархамат (marchamat)

## Příklady

### Číslovky
| Uzbecky         | Česky |
| bir, биp        | jeden |
| ikki, икки      | dva   |
| uch, үч         | tři   |
| to'rt, тўpт     | čtyři |
| besh, бәш       | pět   |
| olti, oлти      | šest  |
| yetti, eтти     | sedm  |
| sakkiz, caккиз  | osm   |
| toq'qiz, тўққиз | devět |
| o'n, ўн         | deset |

## Vzorový text
Otče náš (modlitba Páně) v cyrilici:
Бизнинг осмондаги Отаміз!
Сенинг муқаддас исминг улуѓлансин.
Сенинг Шоҳлигинг келсин. Осмонда бўлгани каби,
Ерда ҳам Сенинг ироданг бажо келсин.
Бугунги ризқ-рўзимизни бергин. Бизга гуноҳ
қилганларни биз кечиргандек, Сен ҳам бизинг
гуноҳларимизни кечирин. Бизни васвасага дучор
қилмагин, Аммо ёвуз шайтондан халос қилгин.
Омин.
Otče náš (modlitba Páně) v latince:
Bizning osmondagi Otamiz!
Sening muqaddas isming ulug'lansin.
Sening Shohliging kelsin. Osmonda bo'lgani kabi,
Yerda ham Sening irodang bajo kelsin.
Bugungi rizq-ro'zimizni bergin. Bizga gunoh
qilganlarni biz kechirgandek, Sen ham bizing
gunohlarimizni kechirgin. Bizni vasvasaga duchor
qilmagin, Ammo yovuz shaytondan xalos qilgin.
Omin.

### Všeobecná deklarace lidských práv
| uzbecky (cyrilice) | Барча одамлар эрҝин, қадр-қиммат ва ҳуқуқларда танг бўлиб туғиладилар. Улар ақл ва виждон соҳибидирлар ва бир-бирларига биродарларча муомала қилишлари зарур.   |
| uzbecky (latinka)  | Barça odamlar erkin, qadr-qimmat va huquqlarda teng bólib tuǵiladilar. Ular aql va vijdon sohibidirlar va bir-birlari ila birodarlarça muomala qilişlari zarur. |
| česky              | Všichni lidé se rodí svobodní a sobě rovní co do důstojnosti a práv. Jsou nadáni rozumem a svědomím a mají spolu jednat v duchu bratrství.                      |